# Batley
Batley ist eine Mittelstadt im Metropolitan Borough Kirklees der englischen Grafschaft West Yorkshire. Sie hatte 2001 gemäß Volkszählung insgesamt 49.448 Einwohner.

## Geschichte
Batley wird erstmals um das Jahr 1100 als Bathelie im Domesday Book erwähnt und hatte damals etwa 30 bis 40 Bewohner; bis zum Ende des 14. Jahrhunderts wuchs die Einwohnerzahl des Dorfes auf etwa 100 an. Eine Kirche besteht in Batley seit dem 12. Jahrhundert. Der heutige Kirchenbau stammt aus der Zeit von König Heinrich VI. (1422–1461), ansonsten hat sich in der Stadt wenig Bausubstanz aus dem Mittelalter erhalten. In den 1580er Jahren ließ Sir John Savile, einer der bedeutendsten Landadligen Yorkshires, in Batley die Howley Hall als seinen Landsitz errichten. 1611 ließ Pfarrer William Lee die Batley Grammar School errichten, die bis heute besteht. In den 1940er Jahren hielten die Methodisten Einzug in Batley, das sich in der Folge zu einer methodistischen Hochburg entwickelte. Ihrem Einfluss ist es auch zuzuschreiben, dass es in einigen Vierteln der Stadt keine Pubs gibt.
Nachdem der Ort über Jahrhunderte rein landwirtschaftlich geprägt war, begann 1796 mit der ersten wassergetriebenen Wollspinnmaschine die Industrialisierung. Die Zahl der Einwohner stieg nun stark an; um 1200 waren es 2500 und 1851 bereits 9308, einschließlich der Nachbarorte Morley, Churwell und Gildersome, die mittlerweile der Gemeinde Batley zugeordnet waren, lebten in Batley sogar 17.359 Menschen. Ein Großteil der Einwohner war nun in der Textilverarbeitung tätig. 1832 erhielt Batley Anschluss an das Chausseestraßensystem, was dem Absatz der Wollprodukte zugutekam. Da es in den Textilbetrieben immer wieder zu Streiks kam, rief man irische Arbeiter in die Gemeinde, die sich dort dauerhaft niederließen. Anfangs waren damit, auch religiös motivierte, Spannungen innerhalb der Stadt verbunden, die aber bald abebbten. 1870 erhielten die Katholiken mit Mary of the Angels auch eine eigene Kirche. 1848 erhielt Batley Anschluss an das Eisenbahnnetz und 1853 auch ein eigenes Rathaus – das heutige stammt aus dem Jahr 1905. Im Jahr 1868 erhielt Batley das Stadtrecht als Municipal Borough.
1853 eröffnete Michael Spedding Süßwarengeschäft in Batley, das sich schließlich unter dem Namen Fox’s Biscuit, neben Tesco, zu einem der größten Arbeitgeber der Stadt entwickelte. Die Textilproduktion spezialisierte Shoddy-Ware, aus alten Kleidern wiederverwendete Wollreste, die zu Laken, Tüchern und Uniformen verarbeitet wurde. Im Jahre 1861 existierten nicht weniger als 30 Shoddy-Mühlen in Batley, die einigen Unternehmern, den „Shoddy-Baronen“, zu großem Reichtum verhalfen. Selbst die 1870 erbaute Zion Chapel der Methodisten bekam den Beinamen „Shoddy-Tempel“. 1907 stiftete Andrew Carnegie der Stadt eine Bibliothek. 1937 wurde der Nachbarort Birstall eingemeindet. Neben der Textilindustrie spielte auch die Kohleförderung eine gewisse Rolle, die bereits seit dem 16. Jahrhundert in White Lee betrieben wurde. 1973 stellte die letzte Kohlezeche in Batley ihren Betrieb ein.
Nach dem Zweiten Weltkrieg wanderten vor allem Inder und Pakistaner ein, die als billige Arbeitskräfte in der Textilindustrie gefragt waren. Heute sind 45 % asiatischen Ursprungs. Zahlreiche Asien-Fachgeschäfte, -Restaurants, sowie sechs Moscheen zeugen von der Anwesenheit dieser Bevölkerungsgruppe. Im Rahmen der Kommunalreform von 1974 wurde Batley dem Metropolitan Borough von Kirklees zugeordnet.

## Sport und Kultur
Batley ist Heimatort des Rugby-Vereins Batley Bulldogs.
Im Zentrum der Stadt befindet sich der Wilton Park, eine Grünanlage, in der sich auch ein 1966 erbautes Observatorium sowie das Bigshaw Museum befindet. Das Museum beherbergt Exponate zur Stadtgeschichte, zur altägyptischen Geschichte und aus dem Bereich Naturwissenschaft; es ist nach dem ersten Kurator, Walter Bagshaw benannt, der Stadtrat von Batley war und weite Reisen unternommen hat. In der städtischen Bibliothek befindet sich eine ständige Kunstausstellung, in der Werke zeitgenössischer Maler, Bildhauer und Fotografen ausgestellt werden. Der Batley Variety Club war lange Zeit überregional bekannt als Veranstaltungsort, in dem unter anderem Johnny Mathis, Eartha Kitt, The Bee Gees, Roy Orbison, The Hollies und Cliff Richard auftraten; heute befindet sich dort ein Nachtclub.

## In der populären Kultur
- In Monty Python's Flying Circus spielte die Frauengilde von Batley berühmte Schlachten nach, z. B. die von Pearl Harbor.
- Batley ist Schauplatz des Kinderprogramms My Spy Family.
- Batley war 1955 Drehort des Films Value for Money mit John Gregson und Diana Dors.

## Persönlichkeiten
- Joseph Priestley (1733–1804), Chemiker, ging hier zur Schule

### Söhne und Töchter
- Lawrence Rickard Wager (1904–1965), Geologe, Forscher und Bergsteiger
- Hugh Garner (1913–1979), kanadischer Schriftsteller britischer Herkunft
- Robert Edwards (1925–2013), Mediziner und Nobelpreisträger
- Robert Palmer (1949–2003), Musiker
- Jo Cox (1974–2016), Labour-Politikerin
- Keegan Hirst (1988-), Rugbyspieler